# Stacey Hymer
Stacey Hymer (2 de julio de 1999) es una deportista australiana que compite en taekwondo. Ganó dos medallas de oro en el Campeonato de Oceanía de Taekwondo, en los años 2018 y 2022.

## Palmarés internacional
| Campeonato de Oceanía | Campeonato de Oceanía | Campeonato de Oceanía | Campeonato de Oceanía |
| Año                   | Lugar                 | Medalla               | Categoría             |
| --------------------- | --------------------- | --------------------- | --------------------- |
| 2018                  | Mahina (Francia)      | Medalla de oro        | –57 kg                |
| 2022                  | Papeete (Francia)     | Medalla de oro        | –57 kg                |